# روبرت هاف
شركة روبرت هاف هي شركة استشارات دولية في مجال الموارد البشرية ، تأسست عام ١٩٤٨، ومقرها مينلو بارك وسان رامون، كاليفورنيا . تُعد من أكبر شركات التوظيف في مجال المحاسبة والمالية في العالم، حيث تمتلك أكثر من ٣٤٥ موقعًا حول العالم. 
من خلال أقسامها: المحاسبة، والمالية، والموارد الإدارية، تُوفر الشركة كوادر في مجالات المحاسبة والمالية. وتشمل الأقسام الأخرى: روبرت هاف للتكنولوجيا، الذي يُقدم خدمات البرمجيات والتطبيقات والبنية التحتية لتكنولوجيا المعلومات والعمليات؛ وفريق أوفيس، الذي يُتخصص في التوظيف الإداري وخدمة العملاء؛ والمجموعة الإبداعية، التي تُركز على المواهب في التصميم والفنون والإبداع؛ وروبرت هاف القانونية، التي تُوفر كوادر للمهنيين القانونيين. في عام ٢٠٠٢، أسست روبرت هاف شركة تابعة، بروتيفيتي ، لتقديم خدمات التدقيق الداخلي ، والخدمات المالية، والعمليات، والتكنولوجيا، والحوكمة، واستشارات المخاطر.

## أنظر أيضاً
- بروتيفيتي
- استشارات الموارد البشرية
- آرثر أندرسن

## قراءة إضافية